# 瑶淼
瑶淼（1978年12月27日—），原名关垚淼 ，北京人，毕业于中国传媒大学，电影频道主持人，也是电影电视剧演员。

## 生平
1978年，瑶淼出生于北京市。1991年，瑶淼在北京西城区外国语学校读书。1995年，瑶淼考入中国传媒大学。瑶淼曾长时间在海南电视台旅游卫视担任主持人，后来到中国中央电视台担任主持人。

## 家庭
瑶淼的丈夫是陈雕龙，女儿2009年出生，昵称橙子。

## 作品

### 电视节目
- 《电影百科》
- 《正点播报》
- 《环球播报》
- 《旅游资讯》
- 《旅游明星站》
- 《世姐搜索引擎》
- 《衣妆盛饰》
- 《时尚运动之旅》
- 《西部新闻》
- 《一周导视》
- 《中国电影报道》

### 电影
| 年份   | 中文名称 | 角色   | 备注 |
| ------ | -------- | ------ | ---- |
| 1986年 | 魔力     |        |      |
| 1992年 | 飞越人生 | 金丝玛 |      |
| 1993年 | 滑稽人   | 周玲   |      |
| 1993年 | 上一当   | 周玲   |      |

### 电视剧
| 年份   | 中文名称         | 角色   | 备注 |
| ------ | ---------------- | ------ | ---- |
| 1993年 | 戏说慈禧         | 大格格 |      |
| 1993年 | 只要你过得比我好 | 杜小萌 |      |
| 1994年 | 盐丁儿           | 盐丁儿 |      |
| 1996年 | 燃烧的烛光       | 林凤   |      |
| 1997年 | 江山美人         | 霜儿   |      |
| 1999年 | 屈原             | 婵娟   |      |
| 2000年 | 金搏虎           | 高娃   |      |
| 2000年 | 百姓             | 绿枝   |      |
| 2001年 | 大宅门           | 香菱   |      |